# Volvanarius chlorosplendidus
Volvanarius chlorosplendidus es una especie de hongo basidiomiceto de la familia Cortinariaceae. 

## Taxonomía
La especie fue descrita como nueva en 2020 bajo el nombre de Cortinarius chlorosplendidus por Giuliana Furci, Tuula Niskanen, Beatriz San-Fabian, Kare Liimatainen y María Eugenia Salgado Salomón, y la descripción publicada en la revista científica Mycologia 112 (2): 335 en 2020.
Dos años más tarde, Kare Liimatainen y Tuula Niskanen revisaron la familia Cortinariaceae en base a estudios genómicos y asignaron C. chlorosplendidus al nuevo género Volvanarius, quedando esta especie bajo el nombre Volvanarius chlorosplendidus. La nueva especie fue descrita y publicada en la revista Fungal Diversity 112: 89–17 en 2022.